# Lac de la Belle Rivière
Pour les articles homonymes, voir Belle Rivière.
Le lac de la Belle Rivière est un plan d'eau douce à la tête de Belle Rivière sur le bassin versant du lac Saint-Jean, dans le territoire non organisé de Belle-Rivière, dans la municipalité régionale de comté (MRC) de Lac-Saint-Jean-Est, dans la région administrative de la Saguenay–Lac-Saint-Jean, dans la province de Québec, au Canada.
Le lac de la Belle Rivière est situé dans la partie nord-ouest de la réserve faunique des Laurentides.
Cette petite vallée est desservie par la route 169 et par la route des Laurentides qui longe le lac du côté nord-est. Quelques routes secondaires desservent cette zone pour les besoins de la foresterie, des activités récréotouristiques.
La foresterie constitue la principale activité économique du secteur ; les activités récréotouristiques, en second.
La surface du lac de la Belle Rivière est habituellement gelée du début de décembre à la fin mars, toutefois la circulation sécuritaire sur la glace se fait généralement de la mi-décembre à la mi-mars.

## Géographie
Les principaux bassins versants voisins du lac de la Belle Rivière sont :
- côté nord : lac Bélair, lac Beauséjour, lac des Curés, Belle Rivière, lac Vert ;
- côté est : ruisseau à Thom, ruisseau à la Sauce, rivière Pikauba, bras des Angers, rivière aux Écorces ;
- côté sud : lac à la Carpe, ruisseau à Paul, rivière du Milieu, Grand lac des Cèdres, ruisseau à Thom, rivière Métabetchouane.
- côté ouest : rivière Métabetchouane, ruisseau de la Belle Rivière, rivière à Grignon, rivière Ouiatchouan, lac Saint-Jean.

Le lac de la Belle Rivière comporte une longueur de 10,1 km, une largeur de 1,4 km et une altitude de 346 m. Ce lac comporte trois parties formées par deux rétrécissements.
Ce lac est surtout alimenté par la rivière du Milieu (venant du sud) et par la décharge (venant du sud) du grand lac des Cèdres. L’embouchure de ce lac est située à l’ouest, soit au pont de la route des Laurentides, à :
- 6,6 km au sud-est de la route 169 ;
- 16,6 km à l’est du centre du village de Saint-André-du-Lac-Saint-Jean ;
- 19,5 km au sud-est du lac Saint-Jean ;
- 21,3 km au sud-est de la confluence de la Belle Rivière et d’une baie de la rive est du lac Saint-Jean ;
- 32,0 km au sud du centre-ville de Alma ;
- 33,0 km au sud-est de l’entrée de la Petite Décharge[2].

À partir de l’embouchure du lac de la Belle Rivière, le courant suit consécutivement le cours de la Belle Rivière sur 33,8 km vers le nord-ouest jusqu’à la rive est du lac Saint-Jean ; de là, le courant va vers le nord sur 15,4 km en traversant ce dernier lac, emprunte le cours de la rivière Saguenay via la Petite Décharge sur 172,3 km jusqu’à Tadoussac où il conflue avec l’estuaire du Saint-Laurent.

## Toponymie
La dénomination « Belle Rivière » est reliée à la rivière, à un ruisseau et à la municipalité du même nom dans le même secteur.
Le toponyme lac de la Belle Rivière a été officialisé le 5 décembre 1968 par la Commission de toponymie du Québec.